# Troféu Papà Cervi
O Troféu Papà Cervi é uma corrida de ciclismo em estrada italiana disputada ao redor Gattatico, na província de Régio da Emília na Itália. Faz parte do UCI Europe Tour em 2012, em categoria 1.2. A edição de 2013 foi anulada e desde 2014, está inscrita ao calendário amador italiano.
O seu nome é uma homenagem a Alcide Cervi, o pai dos irmãos Cervi. Organizado pela Società Ciclistica Gattatico, o Troféu está criado em 1971 e conta entre os seus palmarés de ciclistas reputados como Guido Bontempi (1979 e 1980), Giovanni Lombardi (1991 e 1992) e Djamolidine Abdoujaparov (1989).

## Palmarés
| Ano  | Ganhador                 | Segundo             | Terceiro             |
| ---- | ------------------------ | ------------------- | -------------------- |
| 1971 | Marcello Osler           | Euro Camporesi      | Riccardo Beloli      |
| 1972 | Giuliano Dominoni        | Agostino Bertagnoli | Mirco Bernardi       |
| 1973 | Pietro Algeri            | Mario Boglia        | Horst Wagner         |
| 1974 | Fausto Ruggenini         | Osvaldo Bettoni     | Carlos Cardet        |
| 1975 | Wojciech Matusiak        | Lev Likhachev       | Rudolf Labus         |
| 1976 | Valeri Likhatchev        | Claudio Torelli     | Jiří Prchal          |
| 1977 | Claudio Torelli          | Piero Falorni       | Massimo Manzotti     |
| 1978 | Silvano Riccò            | Daniele Folloni     | Mirko Bernardi       |
| 1979 | Guido Bontempi           | Sergei Kopyrin      | Luigi Trevellin      |
| 1980 | Guido Bontempi           | Agostino Gambirasio | Flavio Zappi         |
| 1981 | Carlo Bertaboni          | Jozep Madis         | Ercole Borgini       |
| 1982 | Pavel Moucitsky          | Angelo Scandiuzzi   | Ezio Pavesi          |
| 1983 | Maurizio Rossi           | Maurizio Conti      | Alberto Molinari     |
| 1984 | Vladimir Malakhov        | Oreste Gualazzini   | Eros Poli            |
| 1985 | Guennadi Tarassov        | Adriano Gemelli     | Carlo Bertaboni      |
| 1986 | Walter Brugna            | Flavio Zanini       | Andrea Govoni        |
| 1987 | Riccardo Conti           | Alberto Destro      | Giovanni Fidanza     |
| 1988 | Adriano Lorenzi          | Giampaolo Miodini   | Stefano Breme        |
| 1989 | Djamolidine Abdoujaparov | Giovanni Lombardi   | Walter Brambilla     |
| 1990 | Roberto Maggioni         | Claudio Camin       | Fausto Bignami       |
| 1991 | Giovanni Lombardi        | Alberto Destro      | Andrea Collinelli    |
| 1992 | Giovanni Lombardi        | Alberto Destro      | Walter Castignola    |
| 1993 | Mauro Radaelli           | Stefano Faustini    | Luca Colombo         |
| 1994 | Biagio Conto             | Mirko Rossato       | Damiano Masiero      |
| 1995 | Marinho Beggi            | Salvatore Commesso  | Alessandro Guerra    |
| 1996 | Ellis Rastelli           | Luca Cassiani       | Simone Simonetti     |
| 1997 | Mauro Zinetti            | Leonardo Scarselli  | Martin Derganc       |
| 1998 | Denis Bertolini          | Nicola Gavazzi      | Giosuè Bonomi        |
| 1999 | Mauro Furlan             | Nicola Pavone       | Francesco Bellotti   |
| 2000 | Marco Gelain             | Devid Garbelli      | Claudio Pizzoferrato |
| 2001 | Alessandro Maserati      | Caleb Manion        | Luca De Carolis      |
| 2002 | Vladimir Lobzov          | Mattia Parravicini  | Jonathan Davis       |
| 2003 | Danilo Napolitano        | Mirco Lorenzetto    | Enrico Grigoli       |
| 2004 | Mattia Gavazzi           | Danilo Napolitano   | Fabio Masotti        |
| 2005 | Tiziano Dall'Antonia     | Erik Solavaggione   | Manuel Donte         |
| 2006 | Antonio Bucciero         | Alexandre Sabalin   | Adam Pierzga         |
| 2007 | Bernardo Riccio          | Michele Merlo       | Ramon Baldoni        |
| 2008 | Michele Merlo            | Andrea Guardini     | Matteo Busato        |
| 2009 | Giacomo Nizzolo          | Rafael Andriato     | Andrea Palini        |
| 2010 | Matteo Pelucchi          | Tomas Alberio       | Nicola Ruffoni       |
| 2011 | Não-disputado            | Não-disputado       | Não-disputado        |
| 2012 | Giorgio Bocchiola        | Carlos Manarelli    | Matteo Azzolini      |
| 2013 | Não-disputado            | Não-disputado       | Não-disputado        |
| 2014 | Luca Regalli             | Matteo Donegà       | Zhang Yong Jive      |
| 2015 | Pasquale Repino          | Gianluca Esposito   | Manuel Barbieri      |
| 2016 | Gianluca Esposito        | Gabriele Petrelli   | Nicolò Codeluppi     |
| 2017 | Moreno Marchetti         | Simone Bevilacqua   | Giuliano Kamberaj    |
| 2018 | Leonardo Fedrigo         | Giovanni Lonardi    | Enrico Zanoncello    |
| 2019 | Filippo Tagliani         | Tommaso Fiaschi     | Attilio Viviani      |